# Івано-Франківсько-Галицька єпархія ПЦУ
Івано-Франківсько-Галицька єпархія — єпархія Православної церкви України на території Івано-Франківської області.
До складу єпархії входить 16 благочинь (Богородчанське, Болехівське, Верхнянське, Вигодське, Верхнянське, Галицьке, Долинське, Калуське, Небилівське, Рогатинське, Рожнятівське, Солотвинське, Снятинське, Тлумацьке, Тисменицьке, Івано-Франківське) та два діючих чоловічих монастирі (Хресто-Воздвиженський Манявський та Свято-Благовіщенський Голинський) та три скити (Спасо-Преображенський, Свято-Вознесенський, Свято-Михайлівський Долинський).
Загальна кількість парафій по Івано-Франківсько-Галицькій єпархії становить — 186.
Духовну освіту для священослужителів забезпечує вищий навчальний заклад єпархії — Івано-Франківський богословський інститут імені преподобного Феодосія Манявського..
Кафедральне місто — Івано-Франківськ. Кафедральний собор — Свято-Троїцький.
Керуючий єпархією — митрополит Івано-Франківський і Галицький Іоасаф (Василиків).
Секретар єпархії — митр. прот. Іоан Лапка.

## Історія

### Сучасний стан
Бурхливі події кінця 1989 року пов'язані з процесом демократизації суспільства і з виходом на політичну арену нових сил, що привело до жахливих міжрелігійних протистоянь протягом восьми років. Православна Церква на Галичині в незалежній Україні стала гнаною.
Першим єпископом УАПЦ на Івано-Франківщині стає настоятель кафедрального собору протоієрей Стефан Абрамчук в монашестві отримав ім'я Андрій.
В 1990—1995 рр. Єпархія нараховувала до 395 парафій та більше 400 священиків.
1992 року частина Івано-Франківської єпархії ввійшла до складу УПЦ КП.
1997 року в Івано-Франківській області з ініціативи духовенства була утворена ще одна адміністративно-церковна одиниця — Коломийсько-Косівська єпархія.

## Правлячі Архиєреї
- 7 квітня 1990 — 19 жовтня 1995 митрополит Андрій (Абрамчук)
- 30 серпня 1996 — 23 лютого 1997 єпископ Володимир (Ладика)
- 23 лютого 1997 — 29 жовтня 1997 єпископ Володимир (Поліщук)
- з 29 жовтня 1997 митрополит Іоасаф (Василиків).

## Єпархіальне Управління
Головний орган адміністративного управління Івано-Франківської єпархії. Знаходиться безпосередньо під керівництвом єпархіального архиєрея — митрополита Івано-Франківського і Галицького Іоасафа (Василиківа).
Основна функція цієї установи — здійснення управління та контролю життєдіяльності парафій, монастирів, місій, братств. Також, єпархіальне управління, через свої відділи, здійснює контроль пастирського служіння у різних соціальних сферах. Проводить прийом громадян по церковним та духовно-особистим питанням.
Має свою канцелярію, бухгалтерію та вісім допоміжних відділів:
- Єпархіальний відділ по зв'язках з громадськістю
- Єпархіальний відділ духовно-патріотичного виховання у зв'язках із Збройними Силами та іншими військовими формуваннями України
- Єпархіальний відділ у справах молоді
- Єпархіальний відділ соціального служіння
- Єпархіальний відділ у зв'язках із пенітенціарними закладами
- Єпархіальний видавничий відділ
- Єпархіальний інформаційний відділ
- Паломницький відділ „СТАВРОС“ протоієрей Тарас Гапатин

## Храмиєпархії

### Богородчанське благочиння
Благочинний митр. прот. Володимир Петришин
| № | Населений пункт                              | Назва                                  | Настоятель                     | Примітка  |
| - | -------------------------------------------- | -------------------------------------- | ------------------------------ | --------- |
| 1 | смт. Богородчани                             | Храм св. Миколая                       | прот. Ігор Оцабіна             | 2014      |
| 2 | с. Нивочин Богородчанського району           | Храм св. Миколая                       | митр. прот. Роман Потятинник   | 1892      |
| 3 | с. Похівка Богордчанського району            | Храм Благовіщення Пресвятої Богородиці | прот. Микола Гунько            | 1820      |
| 4 | с. Саджава Богородчанського району           | Храм Арх. Михаїла                      | митр. прот. Володимир Петришин | 1883-1889 |
| 5 | с. Скобичівка Богородчанського району        | Храм Різдва Іоана Хрестителя           | митр. прот. Дмитро Романюк     | 2001      |
| 6 | с. Старі Богородчани Богородчанського району | Храм влмч. Юрія Переможця              | митр. прот. Анатолій Холівчук  | 1923      |

### Солотвинське благочиння
Благочинний митр. прот. Іван Дунь
| №  | Населений пункт                                | Назва                                         | Настоятель                  | Примітка                       |
| -- | ---------------------------------------------- | --------------------------------------------- | --------------------------- | ------------------------------ |
| 1  | с. Бабче Богородчанського району               | Храм Арх. Михаїла                             | митр. прот. Тарас Волочій   | 1816                           |
| 2  | с. Богрівка Богородчанського району            | Храм Різдва Пресвятої Богородиці              | ієрей Роман Купчак          | 1924                           |
| 3  | с. Дзвиняч Богородчанського району             | Храм Зачаття прав. Анною Пресвятої Богородиці | митр. прот. Іван Дунь       | 1991                           |
| 4  | с. Космач Богородчанського району              | Храм св. влмч. Димитрія Солунського           | митр. прот. Ігор Гуць       | 1860                           |
| 5  | с. Кривець Богородчанького району              | Храм Чуда Арх. Михаїла в Хонах                | митр. прот. Дмитро Іванчук  | 2011                           |
| 6  | с. Кричка Богородчанського району              | Храм прп. Параскеви Сербської                 | митр. прот. Василь Вінтоняк | 2013                           |
| 7  | с. Луквиця Богородчанського району             | Храм Зачаття прав. Анною Пресвятої Богородиці | митр. прот. Богдан Купчак   | 1781 почергово з громадою УГКЦ |
| 8  | с. Манява Богородчанського району              | Храм Покрови Пресвятої Богородиці             | митр. прот. Дмитро Процюк   | 1819 будується новий храм      |
| 9  | с. Міжгір'я Богородчанського району            | Храм Успення Пресвятої Богородиці             | митр. прот. Василь Пилипів  | 1992                           |
| 10 | с. Монастирчани Богородчанського району        | Храм влмч. Димитрія Солунського               | митр.прот. Іван Дунь        | 1991                           |
| 11 | с. Присілок Петрецький Богородчанського району | Храм Різдва Пресвятої Богородиці              | митр. прот. Ігор Гуць       | 1995                           |
| 12 | с. Раковець Богордчанського району             | Храм Успення Пресвятої Богородиці             | митр. прот. Василь Кімачук  | 1995                           |
| 13 | с. Росільна Богородчанського району            | Храм Арх. Михаїла                             | митр.прот. Ігор Сагайдак    | 1848                           |
| 14 | смт. Солотвин Богородчанського району          | Храм св. Влмч. Пантелеймона                   | прот. Микола Савчин         | 2015                           |

### Болехівське благочиння
Благочинний митр. прот. Іван Петрів
| № | Населений пункт                 | Назва                                     | Настоятель                    | Примітка  |
| - | ------------------------------- | ----------------------------------------- | ----------------------------- | --------- |
| 1 | м. Болехів                      | Храм св. Жінок-Мироносиць                 | митр прот. Іван Петрів        | 1880-1909 |
| 2 | с. Гузіїв Болехівська міськрада | Храм Положення Ризи Пресвятої Богородиці  | митр.прот. Ярослав Кирик      | 1888      |
| 3 | с. Козаківка Калуського району  | Храм Покрови Пресвятої Богородиці         | прот. Петро Іванів            | 1830      |
| 4 | с. Міжріччя Калуського району   | Храм св. рівноап. кн. Володимира Великого | митр.прот. Ярослав Кирик      | 1995      |
| 5 | с. Сукіль Калуського району     | Храм Арх. Михаїла                         | прот. Петро Іванів            | 1885      |
| 6 | с. Танява Болехівська міськрада | Храм свт. Миколая                         | митр.прот. Іван Петрів        | 1896      |
| 7 | с. Тисів Калуського району      | Храм Введення в храм Пресвятої Богородиці | митр. прот. Олександр Васютин | 2013      |

### Галицьке благочиння
Благочинний митр. прот. Віталій Валіхновський
| № | Населений пункт                 | Назва                             | Настоятель                        | Примітка                       |
| - | ------------------------------- | --------------------------------- | --------------------------------- | ------------------------------ |
| 1 | м. Бурштин                      | Храм Преображення Господнього     | митр. прот. Ігор Тичинський       | 2008                           |
| 2 | с. Водники Галицького району    | Храм Вознесіння Господнього       | митр. прот. Віталій Валіхновський | 1995                           |
| 3 | м. Галич                        | Храм Покрови Пресвятої Богородиці | прот. Іван Воненько               | 2016                           |
| 4 | с. Маріямпіль Галицького району | Храм Воздвиження Чесного Хреста   | митр. прот. Віталій Валіхновський | 1930 почергово з громадою УГКЦ |

### Витвицьке благочиння
Благочинний: прот. Назарій Мацук
| № | Населений пункт                          | Назва                             | Настоятель                | Примітка |
| - | ---------------------------------------- | --------------------------------- | ------------------------- | -------- |
| 1 | с. Витвиця Калуського району             | Храм св. ап. Андрія Первозванного | прот. Ярослав Гвоздецький | 1991     |
| 2 | с. Кальна Калуського району              | Храм Арх. Михаїла                 | прот. Назар Мацук         | 1910     |
| 3 | с. Лужки Калуського району               | Храм Арх. Михаїла                 | прот. Андрій Сухарський   | 1936     |
| 4 | с. Розточки Калуського району            | Храм Різдва Пресвятої Богородиці  | прот. Ярослав Гвоздецький | 1989     |
| 5 | с. Слобода-Болехівська Калуського району | Храм Богоявлення Господнього      | прот. Андрій Сухарський   | 2011     |

### Вигодське благочиння
Благочинний: митр. прот. Ярослав Лашків
| №  | Населений пункт                    | Назва                               | Настоятель                 | Примітка |
| -- | ---------------------------------- | ----------------------------------- | -------------------------- | -------- |
| 1  | смт. Вигода Калуського району      | Храм Різдва Пресвятої Богородиці    | прот. Василь Маслій        | 1996     |
| 2  | с. Вишків Калуського району        | Храм Покрови Пресвятої Богородиці   | митр. прот. Іван Качур     | 1995     |
| 3  | с. Кропивник Калуського району     | Храм св. Миколая                    | митр. прот. Ярослав Лашків | 1893     |
| 4  | с. Мислівка Калуського району      | Храм влмч. Димитрія Солунського     | ієрей Олег Шулик           | 1888     |
| 5  | с. Пшеничники Калуського району    | Храм Різдва Пресвятої Богородиці    | митр. прот. Олег Звір      | 1911     |
| 6  | с. Новоселиця Калуського району    | Храм Арх. Михаїла                   | митр. прот. Зиновій Юкіш   | 1900     |
| 7  | с. Новошин Калуського району       | Храм св. Василія Великого           | митр. прот. Ігор Дарвай    | 2009     |
| 8  | с. Новий Мізунь Калуського району  | Храм Успення Пресвятої Богородиці   | прот. Володимир Басараб    | 1908     |
| 9  | с. Пациків Калуського району       | Храм Успення Пресвятої Богородиці   | прот. Василь Маслій        | 1691     |
| 10 | с. Шевченкове Калуського району    | Храм прп. Параскеви Сербської       | митр. прот. Ігор Дарвай    | 1910     |
| 11 | с. Старий Мізунь Калуського району | Храм Воздвиження Хреста Господнього | митр. прот. Ярослав Лашків | 1886     |
| 12 | с. Ілемня Калуського району        | Храм Покрови Пресвятої Богородиці   | митр.прот. Роман Токарик   | 1887     |

### Долинське благочиння
Благочинний митр. прот. Іван Креховецький
| №  | Населений пункт                      | Назва                               | Настоятель                                         | Примітка |
| -- | ------------------------------------ | ----------------------------------- | -------------------------------------------------- | -------- |
| 1  | м. Долина                            | Собор Успіння Пресвятої Богородиці  | прот. Руслан Матіїв,ієрей Петро Сурак 2й священник | 2001     |
| 2  | с. Княжолука Калуського району       | Храм мч. Параскеви-П'ятниці         | митр. прот. Олег Фесняк                            | 1883     |
| 3  | с. Мала Тур'я Калуського району      | Храм Покрови Пресвятої Богородиці   | митр. прот. Іван Повх                              | 2007     |
| 4  | с. Надіїв Калуського району          | Храм свт. Миколая                   | митр. прот. Йосиф Мельник                          | 1862     |
| 5  | с. Підбережжя Калуського району      | Храм Святого Духа                   | митр. прот. Василь Юрів                            | 2001     |
| 6  | с. Діброва Калуського району         | Храм Восресіння Христового          | митр. прот. Ігор Будзан                            | 1994     |
| 7  | с. Рахиня Калуського району          | Храм пророка Іллі                   | митр. прот. Іван Креховецький                      | 2000     |
| 8  | с. Солуків Калуського району         | Храм свт. Миколая                   | митр.прот. Ігор Будзан                             | 1896     |
| 9  | с. Тяпче Калуського району           | Храм перенесення мощей свт. Миколая | митр. прот. Василь Юрів                            | 2006     |
| 10 | с. Яворів Калуського району          | Храм Арх. Михаїла                   | митр. прот. Зиновій Юкіш                           | 1901     |
| 11 | с. Якубів Калуського району          | Храм свт. Василія Великого          | митр.прот. Ігор Будзан                             | 1994     |
| 12 | смт. Брошнів-Осада Калуського району | Храм Вознесіння Господнього         | митр. прот. Іван Креховецький                      | 2012     |

### Верхнянське благочиння
Благочинний митр. прот. Валерій Оцабіна
| №  | Населений пункт                         | Назва                                    | Настоятель                   | Примітка                        |
| -- | --------------------------------------- | ---------------------------------------- | ---------------------------- | ------------------------------- |
| 1  | с. Верхня Калуського району             | Храм св. Івана Хрестителя                | прот. Василій Шевчук         | 2012                            |
| 2  | с. Гуменів Калуського району            | Храм св. Миколая                         | митр. прот. Василь Мельничук | 1905                            |
| 3  | с. Діброва Калуського району            | Храм Успіння Пресвятої Богородиці        | прот. Миколай Магас          | 1900                            |
| 4  | с. Довгий Войнилів Калуського району    | Храм Різдва Пресвятої Богородиці         | митр. прот. Степан Микицей   | 2003                            |
| 5  | с. Довжка Калуського району             | Храм влмч. Димитрія Солунського          | прот. Миколай Магас          | 1897                            |
| 6  | с. Довпотів Калуського району           | Храм мч. Параскеви-П'ятниці              | митр. прот. Богдан Никорович | 1899 почергово із громадою УГКЦ |
| 7  | с. Завадка Калуського району            | Храм Собору Пресвятої Богородиці         | митр. прот. Валерій Оцабіна  | 1887                            |
| 8  | с. Збора Калуського району              | Храм Покрови Пресвятої Богородиці        | митр. прот. Валерій Оцабіна  | 1858                            |
| 9  | с. Перевозець Калуського району         | Храм св. ап. Івана Богослова             | митр. прот. Василь Бубнюк    | 2015                            |
| 10 | с. Сівка-Войнилівська Калуського району | Храм-Каплиця Різдва Пресвятої Богородиці | митр. прот. Андрій Пилипів   | 2004                            |
| 11 | с. Степанівка Калуського району         | Храм Різдва Пресвятої Богородиці         | прот. Богдан Псюк            | 1995                            |
| 12 | с. Цвітова Калуського району            | Храм св. Миколая                         | прот. Ігор Машкін            | 1862                            |

### Калуське благочиння
Благочинний митр. прот. Федір Мороз
| №  | Населений пункт                 | Назва                                                              | Адреса                   | Настоятель                                             | Примітка                                   |
| -- | ------------------------------- | ------------------------------------------------------------------ | ------------------------ | ------------------------------------------------------ | ------------------------------------------ |
| 1  | с. Добровляни Калуського району | Храм Богоявлення Господнього                                       |                          | митр. прот. Дмитро Сурак                               | 1885                                       |
| 2  | с. Завій Калуського району      | Храм Арх. Михаїла                                                  |                          | прот. Ярослав Мартинюк                                 | 1832                                       |
| 3  | с. Зелений Яр Калуського району | Храм Успіння Пресвятої Богородиці                                  |                          | прот. Василь Мотика                                    | 1999                                       |
| 4  | м. Калуш                        | Храм Всіх Святих землі Української                                 | пр. Л. Українки 21       | митр. прот. Григорій Мороз                             | 1998                                       |
| 5  | м. Калуш                        | Храм Різдва Пресвятої Богородиці                                   | вул. Б. Хмельницького 64 | прот. Федір Мороз, клірик: ієрей Михаїл Добровольський | 2001                                       |
| 6  | м. Калуш                        | Храм-Каплиця святих мучениць Віри, Надії, Любові і матері їх Софії |                          | ієрей Василь Пукіш                                     | 2016                                       |
| 7  | с. Копанки Калуського району    | Храм Арх. Михаїла                                                  |                          | митр. прот. Василь Мельничук                           | 2000                                       |
| 8  | с. Новиця Калуського району     | Храм — Каплиця Преображення Господнього                            |                          | прот. Богдан Заставецький                              | 1938 церква згоріла з 10 на 11 червня 2018 |
| 9  | с. Пійло Калуського району      | Храм Введення в храм Пресвятої Богородиці                          |                          | митр. прот. Роман Чоловський                           | 1997                                       |
| 10 | с. Тужилів Калуського району    | Храм свщмч. Ігнатія Богоносця                                      |                          | прот. Сергій Олексюк                                   | 1855                                       |

### Івано-Франківське благочиння
Благочинний митр. прот. Ігор Ільків, м. Івано-Франківськ
| № | Назва                                                   | Адреса                                   | Настоятель | Примітка                   |
| - | ------------------------------------------------------- | ---------------------------------------- | --- | -------------------------- |
| 1 | Свято-Троїцький кафедральний собор                      | вул. Грюнвальдська 1                     | митр. прот. Іван Телятинський клірики: митр. прот. Тарас Дмитрук, митр. прот. Василь Гнип, митр. прот. Петро Гава, митр. прот. Роман Василиків, митр. прот. Любомир Малофій, ієрей Олексій Писарчук, ієрей Василь Фуфалько, ієрей Роман Сурак, протодиякон Петро Стецюк, протодиякон Микола Повх, протодиякон Михайло Мельник, диякон Василь Томко | 1893                       |
| 2 | Храм Всіх святих землі Української                      | вул. Івасюка                             | митр. прот. Юрій Бурак, клірик: ієрей Миколай Кармазін | Освячений 17.11.2019 р.    |
| 3 | Храм св. Костянтина і Олени                             | вул. Коновальця 114                      | митр. прот. Ігор Василиків, клірики: прот. Роман Шлемкевич, прот. Андрій Галик | 2014                       |
| 4 | Храм-Каплиця св. Миколая                                | вул. Тролейбусна 51 (мікрорайон Пасічна) | митр. прот. Ігор Ільків, клірики: ієрей Ростислав Ільків, ієрей Володимир Рейкало | 2002, будується новий храм |
| 5 | Храм Арх. Михаїла                                       | вул. Симоненка                           | митр. прот. Іван Лапка | 2012                       |
| 6 | Храм св. Василія Великого                               | мікрорайон Пасічна                       | митр. прот. Петро Дуб'як |                            |
| 7 | Храм Чудотворної ікони Пресвятої Богородиці «Всецариці» |                                          | митр. прот. Іван Лапка | 2005                       |
| 8 | Храм святої рівноапостольної княгині Ольги              | с. Вовчинець вул. Ключна                 | митр. прот. Юрій Гречанюк, клірики: прот. Роман Валявський, прот. Іван Бегметюк, прот. Іван Мизюк, протодиякон Роман Лесюк | 2022                       |
| 9 | Храм св. ап. Андрія Первозванного                       | вул. Романа Гурика                       | прот. Тарасій Гапатин, клірик: ієрей Андрій Студзінський | 2019                       |

### Рогатинське благочиння
Благочинний митр. прот. Володимир Гривнак
| №  | Населений пункт                       | Назва                                       | Настоятель                    | Примітка |
| -- | ------------------------------------- | ------------------------------------------- | ----------------------------- | -------- |
| 1  | с. Беньківці Рогатинського району     | Храм Арх Михаїла                            | ієрей Миколай Романків        | 1873     |
| 2  | с. Верхня Липиця Рогатинського району | Храм Різдва Пресвятої Богородиці            | митр. прот. Зіновій Баланда   | 1887     |
| 3  | с. Гоноратівка Рогатинського району   | Храм Преображення Господнього               | прот.                         | 2000     |
| 4  | с. Городиська Рогатинського району    | Храм св. ап. Петра і Павла                  | прот.                         | 1991     |
| 5  | с. Долиняни Рогатинського району      | Храм Успіння Пресвятої Богородиці           | митр.прот. Ігор Погорівка     | 1882     |
| 6  | с. Журавеньки Рогатинського району    | Храм Успіння Пресвятої Богородиці           | ієрей Миколай Спалило         | 1997     |
| 7  | с. Заланів Рогатинського району       | Храм Перенесення мощей св. Миколая          | митр. прот. Михайло Благий    | 1993     |
| 8  | с. Залужжя Рогатинського району       | Храм Арх. Михаїла                           | митр. прот. Михайло Благий    | 1996     |
| 9  | с. Зеленів Рогатинського району       | Храм — Каплиця Покрови Пресвятої Богородиці | митр. прот. Зіновій Баланда   | 2011     |
| 10 | с. Козарі Рогатинського району        | Храм прп. Параскеви Сербської               | ієрей Миколай Спалило         | 1897     |
| 11 | с. Кутці Рогатинського району         | Храм св. рівноап. кн. Володимира Великого   | ієрей Іван Грицишин           | 2001     |
| 12 | с. Конюшки Рогатинського району       | Храм Арх. Михаїла                           | ієрей Миколай Спалило         |          |
| 13 | с. Лопушня Рогатинського району       | Храм св. влмч. Димитрія Солунського         | митр. прот. Роман Токарик     | 2008     |
| 14 | с. Перенівка Рогатинського району     | Храм св. ап. Петра і Павла                  | митр. прот. Михайло Благий    | 1878     |
| 15 | с. Підвиння Рогатинського району      | Храм Воздвиження Чесного Хреста Господнього | ієрей Іван Грицишин           | 1989     |
| 16 | м. Рогатин                            | Храм св. влмч. Юрія Переможця               | митр. прот. Володимир Гривнак | 1877     |
| 17 | с. Уїзд Рогатинського району          | Церква Святого Миколая                      | митр. прот. Роман Токарик     | 1775     |
| 18 | с. Чесники Рогатинського району       | Храм Арх. Михаїла                           | митр. прот. Володимир Гривнак | 1911     |

### Рожнятівське благочиння
Благочинний митр. прот. Михаїл Дарвай
| № | Населений пункт                           | Назва                                         | Настоятель                    | Примітка |
| - | ----------------------------------------- | --------------------------------------------- | ----------------------------- | -------- |
| 1 | с. Верхній Струтинь Рожнятівського району | Храм Різдва Пресвятої Богородиці              | митр. прот. Михайло Дарвай    | 1993     |
| 2 | с. Липовиця Рожнятівського району         | Храм Чуда Арх. Михаїла в Хонах                | митр. прот. Іван Горблянський | 1871     |
| 3 | с. Луги Рожнятівського району             | Храм св. першомученика архидиякона Стефана    | ієрей Іван Русаль             | 2007     |
| 4 | с. Сваричів Рожнятівського району         | Храм Воскресіння Христового                   | прот. Євген Сороцький         | 1785     |
| 5 | с. Сваричів Рожнятівського району         | Храм Зачаття прав. Анною Пресвятої Богородиці | митр. прот. Роман Токарик     | 1927     |
| 6 | с. Суходіл Рожнятівського району          | Храм Собор Пресвятої Богородиці               | прот. Юрій Стасюк             | 1838     |

### Небилівське благочиння
Благочинний митр. прот. Михаїл Михасюк
| №  | Населений пункт                              | Назва                                  | Настоятель                   | Примітка                            |
| -- | -------------------------------------------- | -------------------------------------- | ---------------------------- | ----------------------------------- |
| 1  | с. Гриньків Рожнятівського району            | Храм св. Василія Великого              | прот. Роман Олексюк          | 1992                                |
| 2  | с. Красне Рожнятівського району              | Храм св. Миколая                       | митр. прот. Іван Романів     | 1830 будується новий храм           |
| 3  | с. Князівське Рожнятівського району          | Храм Воздвиження Чесного Хреста        | прот. Василь Павлів          | 1761 з 2003 р. будується новий храм |
| 4  | с. Ловаги Рожнятівського району              | Храм Благовіщення Пресвятої Богородиці | митр. прот. Іван Романів     | 1990                                |
| 5  | с. Небилів Рожнятівського району             | Храм Арх. Михаїла                      | митр. прот. Михайло Михасюк  | 1994                                |
| 6  | с. Перегінське Рожнятівського району         | Храм-Каплиця св. Юрія Переможця        | прот. Юрій Семко             |                                     |
| 7  | с. Сливки Рожнятівського району              | Храм Покрови Пресвятої Богородиці      | прот. Тарас Грибович         | 2008                                |
| 8  | с. Слобода-Небилівська Рожнятівського району | Храм св. влмч. Димитрія Солунського    | митр. прот. Михайло Михасюк  | 1847-1848                           |
| 9  | с. Ясень Рожнятівського району               | Храм Арх. Михаїла                      | митр. прот. Володимир Васюта | 1992                                |
| 10 | с. Ясень Рожнятівського району               | Храм св. ап. Петра і Павла             | митр. прот. Василь Депутат   | 2013                                |

### Тисменицьке благочиння
Благочинний митр. прот. Василь Качур
| № | Населений пункт                    | Назва                              | Настоятель                      | Примітка |
| - | ---------------------------------- | ---------------------------------- | ------------------------------- | -------- |
| 1 | с. Братківці Тисменицького району  | Храм Успіння Пресвятої Богородиці  | митр. прот. Маркіян Коржинський | 2013     |
| 2 | с. Красилівка Тисменицького району | Храм перенесення мощей св. Миколая | митр. прот. Сергій Стефурак     | 2025     |
| 3 | с. Марківці Тисменицького району   | Храм св. влмч. Димитрія            | митр. прот. Василь Лесюк        | 1900     |
| 4 | с. Слобідка Тисменицького району   | Храм Покрови Пресвятої Богородиці  | митр. прот. Олег Богак          | 2001     |
| 5 | с. Чорнолізці Тисменицького району | Храм перенесення мощей св. Миколая | митр. прот. Василь Качур        | 1910     |
| 6 | с. Хом'яківка Тисменицького району | Храм Арх. Михаїла                  | митр. прот. Іван Адамчук        | 2011     |

### Снятинське благочиння
Благочинний митр. прот. Михаїл Марусяк
| №  | Населений пункт                              | Назва                                             | Адреса               | Настоятель | Примітка                        |
| -- | -------------------------------------------- | ------------------------------------------------- | -------------------- | --- | ------------------------------- |
| 1  | с. Балинці Снятинського району               | Храм Введення в храм Пресвятої Богородиці         | вул. Шевченка 98     | прот. Віталій Коржинський                                                                                                | 1994                            |
| 2  | с. Белелуя Снятинського району               | Храм Успіння Пресвятої Богородиці                 |                      | митр. прот. Іван Курилюк                                                                                                 | 1844                            |
| 3  | с. Борщів Снятинського району                | Храм Архистратига Михаїла                         |                      | митр. прот. Василь Близнюк, прот. Роман Близнюк                                                                          | 1828                            |
| 4  | с. Будилів Снятинського району               | Храм Арх. Михаїла                                 | вул. Шевченка        | прот. Іван Лазаренко | 1864                            |
| 5  | с. Бучачки Снятинського району               | Храм Зачаття праведною Анною Пресвятої Богородиці |                      | митр. прот. Мирослав Паньків                                                                                             | 1840                            |
| 6  | с. Видинів Снятинського району               | Храм Успіння Пресвятої Богородиці                 |                      | митр. прот. Віктор Курилюк                                                                                               | 1843                            |
| 7  | с. Вишнівка Снятинського району              | Храм Архистратига Михаїла                         |                      | митр. прот. Василь Семотюк                                                                                               | 1994                            |
| 8  | с. Вовчківці Снятинського району             | Храм Успіння Пресвятої Богордиці                  | вул. Шевченка 66 А   | митр. прот. Іван Коржинський                                                                                             | 1860                            |
| 9  | с. Ганьківці Снятинського району             | Храм Успіння Пресвятої Богородиці                 |                      | митр. прот. Василь Семотюк                                                                                               | 1865                            |
| 10 | с. Горішнє Залуччя Снятинського району       | Храм перенесення мощей святителя Миколая          |                      | ієрей Роман Піддубчак | 1830 -1887                      |
| 11 | с. Джурів Снятинського району                | Храм Воздвиження Чесного Хреста                   |                      | митр. прот. Ярослав Петрук                                                                                               | 1828                            |
| 12 | с. Долішнє Залуччя Снятинського району       | Храм св. рівноапостольного князя Володимира       |                      | прот. Тарас Дмитрук | 2010                            |
| 13 | с. Драгасимів Снятинського району            | Храм преподобної Параскеви Сербської              |                      | митр. прот. Володимир Івасюк                                                                                             | 1848                            |
| 14 | смт Заболотів Снятинського району            | Храм Вознесіння Господнього                       |                      | митр. прот. Василь Близнюк, прот. Роман Близнюк                                                                          | 1865                            |
| 15 | с. Завалля Снятинського району               | Храм Архистратига Михаїла                         | вул. Перемоги 93     | прот. Роман Мизюк | 1856                            |
| 16 | с. Задубрівці Снятинського району            | Храм Перенесення мощей святителя Миколая          |                      | митр. прот. Василь Захарук                                                                                               | 1996                            |
| 17 | с. Задубрівці Снятинського району            | Храм Почаївської ікони Матері Божої               |                      | митр. прот. Павло Захарук                                                                                                | 2007                            |
| 18 | с. Зібранівка Снятинського району            | Храм преподобної Параскеви Сербської              |                      | прот. Володимир Захарук                                                                                                  | 1862-1882                       |
| 19 | с. Іллінці Снятинського району               | Храм Успіння Пресвятої Богородиці                 | вул. Горішня 2Б      | ієрей Володимир Гуменяк                                                                                                  | 1998                            |
| 20 | с. Княже Снятинського району                 | Храм Вознесіння Господнього                       | вул. Грушевського 89 | митр. прот. Віталій Кулаєць                                                                                              | 1847                            |
| 21 | с. Красноставці Снятинського району          | Храм Арх. Михаїла                                 |                      | митр. прот. Василь Руданець                                                                                              | 1866                            |
| 22 | с. Кулачин (м. Снятин) Снятинського району   | Храм св. ап. та євангеліста Іоана Богослова       |                      | прот. Тарас Дмитрук | 1843                            |
| 23 | с. Любківці Снятинського району              | Храм Арх. Михаїла                                 | вул. Л. Українки 1А  | прот. Роман Гуменяк | 1865                            |
| 24 | с. Микулинці (м. Снятин) Снятинського району | Храм святителя Миколая                            |                      | митр. прот. Михайло Мизюк                                                                                                | 1906                            |
| 25 | с. Новоселиця Снятинського району            | Храм Введення в храм Пресвятої Богородиці         | вул. Шевченка        | прот. Василь Ткачук | 1889 згоріла 19.08.2019 р.      |
| 26 | с. Новоселиця Снятинського району            | Храм святителя Миколая                            | вул. Церковна 7а     | прот. Василь Ткачук | 1854                            |
| 27 | с. Олешків Снятинського району               | Храм Арх. Михаїла                                 |                      | прот. Роман Гуменяк | 1864                            |
| 28 | с. Орелець Снятинського району               | Храм свт. Миколая                                 |                      | прот. Віталій Коржинський                                                                                                | 1864                            |
| 29 | с. Підвисоке Снятинського району             | Храм Покрови Пресвятої Богородиці                 |                      | прот. Василь Мороз | 1848                            |
| 30 | с. Попельники Снятинського району            | Храм Арх. Михаїла                                 | вул. Шевченка 39     | митр. прот. Ігнатій Мельник                                                                                              | 1842                            |
| 31 | с. Потічок Снятинського району               | Храм Воздвиження Чесного Хреста                   |                      | митр. прот. Василь Джус                                                                                                  | 1905                            |
| 32 | с. Прутівка Снятинського району              | Храм Введення в храм Пресвятої Богородиці         |                      | митр. прот. Микола Курилюк                                                                                               | 1909 почергово із громадою УГКЦ |
| 33 | с. Рожневі Поля Снятинського району          | Храм св. вмч. Димитрія Солунського                | вул. Незалежності 35 | прот. Андрій Гаврилюк | 1994                            |
| 34 | с. Рудники Снятинського району               | Храм Покрови Пресвятої Богородиці                 | вул. Шевченка 8      | митр. прот. Степан Гуменяк                                                                                               | 1902                            |
| 35 | с. Русів Снятинського району                 | Храм Різдва Пресвятої Богородиці                  |                      | прот. Дмитро Джус | 1895                            |
| 36 | м. Снятин                                    | Собор Пресвятої Трійці                            |                      | митр. прот. Михайло Марусяк, клірики: митр. прот. Микола Марусяк, митр. прот. Теофіл Кишкан, протодиякон Роман Підгірний | 1928                            |
| 37 | м. Снятин                                    | Свято-Вознесенська церква                         |                      | митр. прот. Микола Марусяк                                                                                               | 1838                            |
| 38 | с. Стецева Снятинського району               | Храм Вознесіння Господнього                       | вул. Вигіль 18       | митр. прот. Юрій Грабовецький                                                                                            | 1995                            |
| 39 | с. Трофанівка Снятинського району            | Храм Різдва Пресвятої Богородиці                  |                      | митр. прот. Мирослав Паньків                                                                                             | 1926                            |
| 40 | с. Тулова Снятинського району                | Храм Благовіщення Пресвятої Богородиці            |                      | митр. прот. Микола Борчук                                                                                                | 1869 почергово із громадою УГКЦ |
| 41 | с. Турка Борщівська Снятинського району      | Храм свв. ап. Петра і Павла                       |                      | прот. Богдан Близнюк | 1999                            |
| 42 | с. Тучапи Снятинського району                | Храм Покрови Пресвятої Богородиці                 | вул. Церковна 27     | прот. Іван Лазаренко | 1858                            |
| 43 | с. Устя Снятинського району                  | Храм святителя Миколая                            |                      | митр. прот. Микола Борчук                                                                                                | 1853                            |
| 44 | с. Хлібичин Снятинського району              | Храм Успіння Пресвятої Богородиці                 |                      | прот. Богдан Близнюк | 1854                            |
| 45 | с. Хутір-Будилів Снятинського району         | Храм свв. ап. Петра і Павла                       |                      | митр. прот. Петро Станчак                                                                                                | 1996                            |
| 46 | с. Шевченкове Снятинського району            | Храм Арх. Михаїла                                 |                      | прот. Андрій Гаврилюк | 1991                            |

### Тлумацьке благочиння
Благочинний митр. прот. Михайло Кирик
| № | Населений пункт               | Назва                                     | Настоятель                  | Примітка  |
| - | ----------------------------- | ----------------------------------------- | --------------------------- | --------- |
| 1 | с. Будзин Тлумацького району  | Храм св. влмч. Димитрія Солунського       | митр. прот. Дмитро Шовганюк | 1990-1992 |
| 2 | с. Делева Тлумацького району  | Храм Введення в храм Пресвятої Богородиці | митр. прот. Іван Стефанюк   | 2015      |
| 3 | с. Одаїв Тлумацького району   | Храм Воздвиження Чесного Хреста           | прот. Тарас Лютак           | 1878      |
| 4 | с. Озеряни Тлумацького району | Храм св. ап. Петра і Павла                | митр. прот. Михайло Кирик   | 2023      |
| 5 | с. Олеша Тлумацького району   | Храм Арх. Михаїла                         | митр. прот. Михайло Кирик   | 2001      |

### Монастирі єпархії
- Манявський Хресто-Воздвиженський чоловічий монастир. с. Манява Богородчанський р-н. Благочинний монастиря архімандрит Іоасаф (Стасюк),
- Братія:
- архімандрит Софроній (Ленів),
- ігумен Венедикт (Курах),
- ігумен Амфілохій (Ковалюк),
- ієромонах Меркурій (Малик),
- ієромонах Аліпій (Малій),
- ієромонах Варлаам (Корольчук),
- ієромонах Нектарій (Сливка),
- ієромонах Іона (Гишко)
- протодиякон Дмитро Луцак,

- Свято-Михайлівський Угорницький чоловічий монастир. с. Баб'янка Коломийський р-н. Благочинний: ієромонах Онуфрій (Петрів).
- Свято-Благовіщенський Голинський  чоловічий монастир. с. Голинь Калуський р-н. Благочинний: ієромонах Йосиф (Зеліско). Братія: митрополит Данило (Ковальчук), ієромонах Лука (Клим'юк) протоієрей Василь Стасюк, диякон Василь Косів.

### Скити єпархії
- Свято-Преображенський скит Манявського монастиря с. Манява вул. Скитова, 14. Богородчанський р-н. Начальник скита: ігумен Амфілохій (Ковалюк).
- Свято-Вознесінський скит Манявського монастиря с. Манява вул. Скитова, 14. Богородчанський р-н. Начальник скита: архімандрит Софроній (Ленів).
- Свято-Михайлівський скит Манявського монастиря м. Долина, вул. Привокзальна 12А. Начальник скита: Ігумен Феодот (Костюк), 2й священник прот. Іван Мирутенко